# Segorbe
Segorbe (em castelhano e oficialmente) ou Sogorb (em valenciano) é um município da Espanha na província de Castelló, Comunidade Valenciana. Tem 106,1 km² de área e em 2021 tinha 9 139 habitantes (densidade: 86,1 hab./km²).

## Demografia
| Variação demográfica do município entre 1991 e 2004 | Variação demográfica do município entre 1991 e 2004 | Variação demográfica do município entre 1991 e 2004 | Variação demográfica do município entre 1991 e 2004 |
| --------------------------------------------------- | --------------------------------------------------- | --------------------------------------------------- | --------------------------------------------------- |
| 1991                                                | 1996                                                | 2001                                                | 2004                                                |
| 7498                                                | 7657                                                | 8023                                                | 8299                                                |